# Pařížská modř

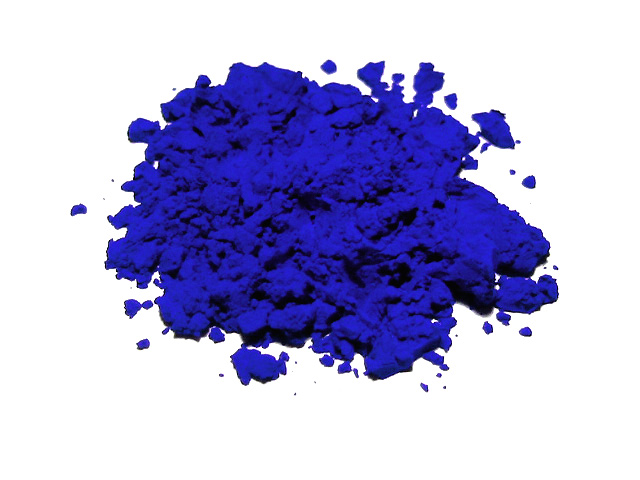
Syntetický ultramarin se svým odstínem velmi podobá pařížské modři.

Pařížská modř (zvaná také berlínská modř nebo pruská modř) je název pro jednu z mnoha modří. Její číselný kód je 1056 a chemicky se jedná o hexakyanidoželeznatan železitý (Fe4[Fe(CN)6]3). Tato modř je jedna z nejjasnějších a dá se říci, že se svým odstínem velmi blíží syntetickému ultramarinu. 
Barva byla objevena v roce 1706 Johannem Jacobem Diesbachem a Johannem Konradem Dippelem v královské alchymistické dílně Berlíně. Vyrábět se začala o rok později. Její tvůrci ji nazvali „berlínská modř“. Protože se jí začaly barvit uniformy pruské armády, rychle vešla ve známost a získala druhý název „pruská modř“. Od počátku se pruskou modří barvily textilie, přidávala do inkoustů, tiskařských barev, některých druhů šmolky atd.
Stále se široce využívá.  Mezi umělci hlavně při malbě olejem a temperou. Pokud se vyskytuje na obrazech datovaných před rokem 1707, jedná se o padělek. V medicíně se používá jako protijed při užití toxických těžkých kovů, například thallia.